# Schleswig (Iowa)
Schleswig è un comune degli Stati Uniti d'America, situato nello Stato dell'Iowa, nella contea di Crawford.